# Gymnosoma amplifrons
Gymnosoma amplifrons är en tvåvingeart som först beskrevs av Brooks 1946.  Gymnosoma amplifrons ingår i släktet Gymnosoma och familjen parasitflugor.
Artens utbredningsområde är Alberta. Inga underarter finns listade i Catalogue of Life.